# Rembercourt-sur-Mad
Rembercourt-sur-Mad é uma comuna francesa na região administrativa de Grande Leste, no departamento de Meurthe-et-Moselle. Estende-se por uma área de 5,04 km². Em 2010 a comuna tinha 161 habitantes (densidade: 31,9 hab./km²).